# ماتیاس فرناندز
ماتیاس آریل فرناندز فرناندز (اسپانیایی: Matías Ariel Fernández Fernández‎؛ زاده ۱۵ مهٔ ۱۹۸۶) بازیکن فوتبال اهل شیلی است.